# Université Jiaotong de Xi'an

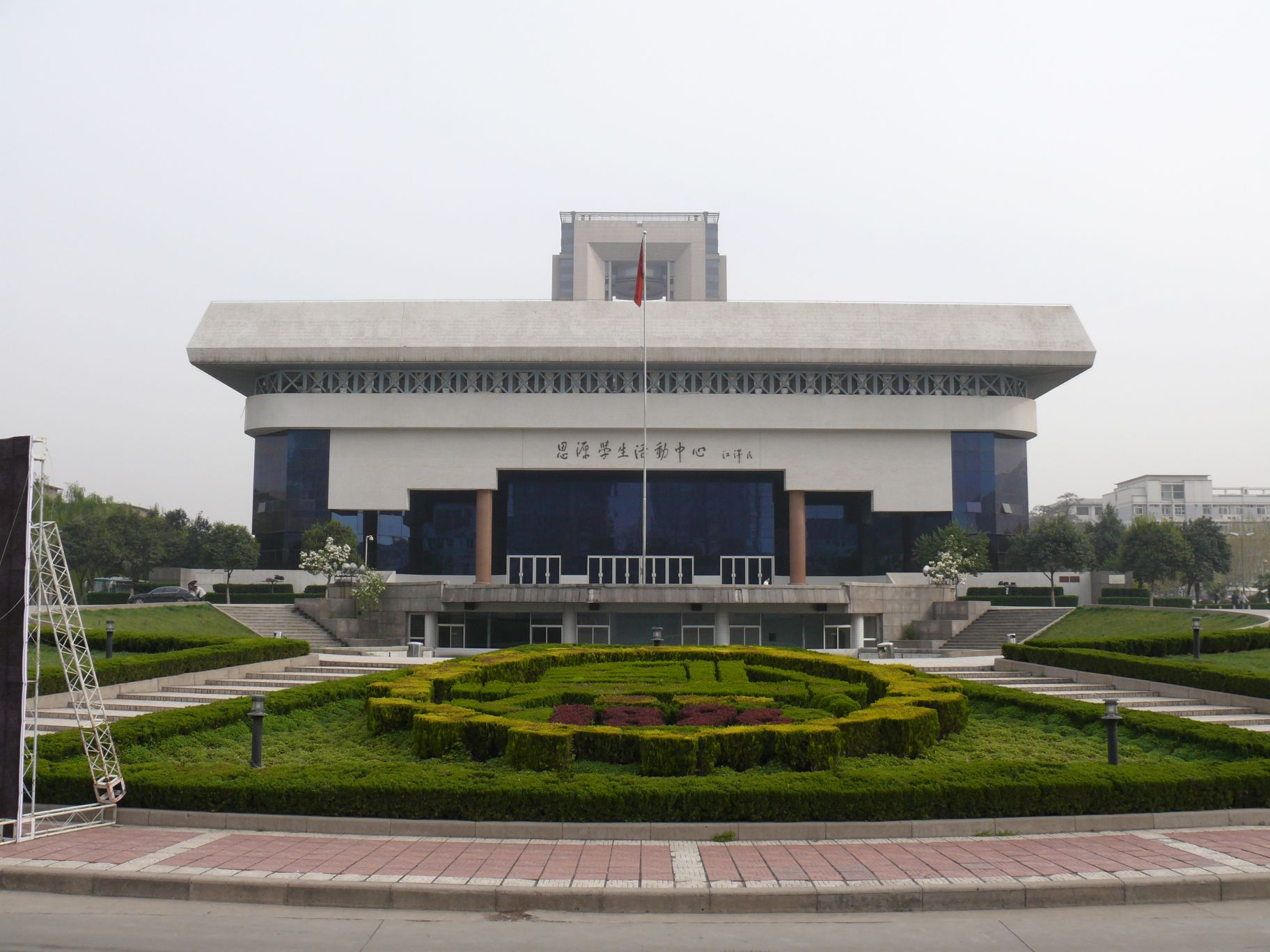
L'entrée principale de l'université

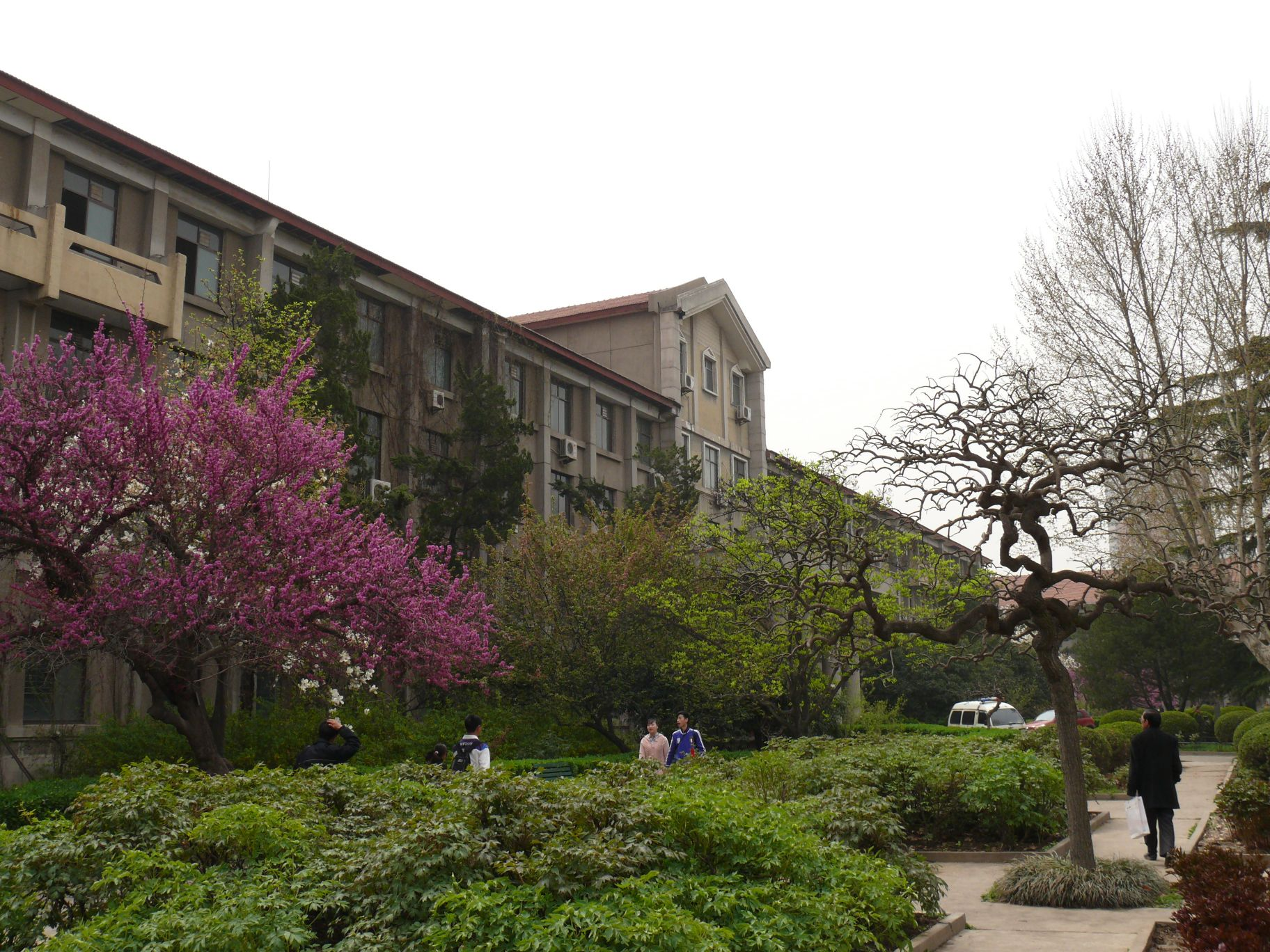
Le bâtiment historique de l'université

L'université Jiaotong de Xi’an (en chinois, 西安交通大学) est l'une de plus célèbres universités chinoises de Xi'an, fondée en 1896.
Le nom de Jiaotong ou Jiao Tong est la translittération du mot chinois 交通 (pinyin : Jiāotōng ; Wade-Giles : Chiaotung). Ce mot a un sens assez large. Il signifie trafic, transports et communications, tout ce qui relie ou connecte. Les universités chinoises utilisant ce mot demandent expressément à ce qu'il soit utilisé tel quel dans la traduction de leur nom.